# Jiří Polnický
Jiří Polnický  (*16. prosince 1989, Mladá Boleslav) je bývalý český cyklokrosař, bronzový medailista z mistrovství světa juniorů.
Na mistrovství ČR juniorů v cyklokrosu vybojoval v r. 2006 zlato. Nyní se naplno věnuje silniční cyklistice. V letech 2012 – 2015 působil v hradecké stáji Whirlpool Author. Od roku 2016 přešel k profesionálům. Nyní jezdí za polský ProContinentální tým VERVA Activejet Pro Cycling Team.